# 426

## Събития
- Св. Августин написва Божият град.
- Кралят на вандалите Гундерих става и крал на аланите (приблизителна година).
- Сисиний става Патриарх на Константинопол.